# Elsa Asenijeff

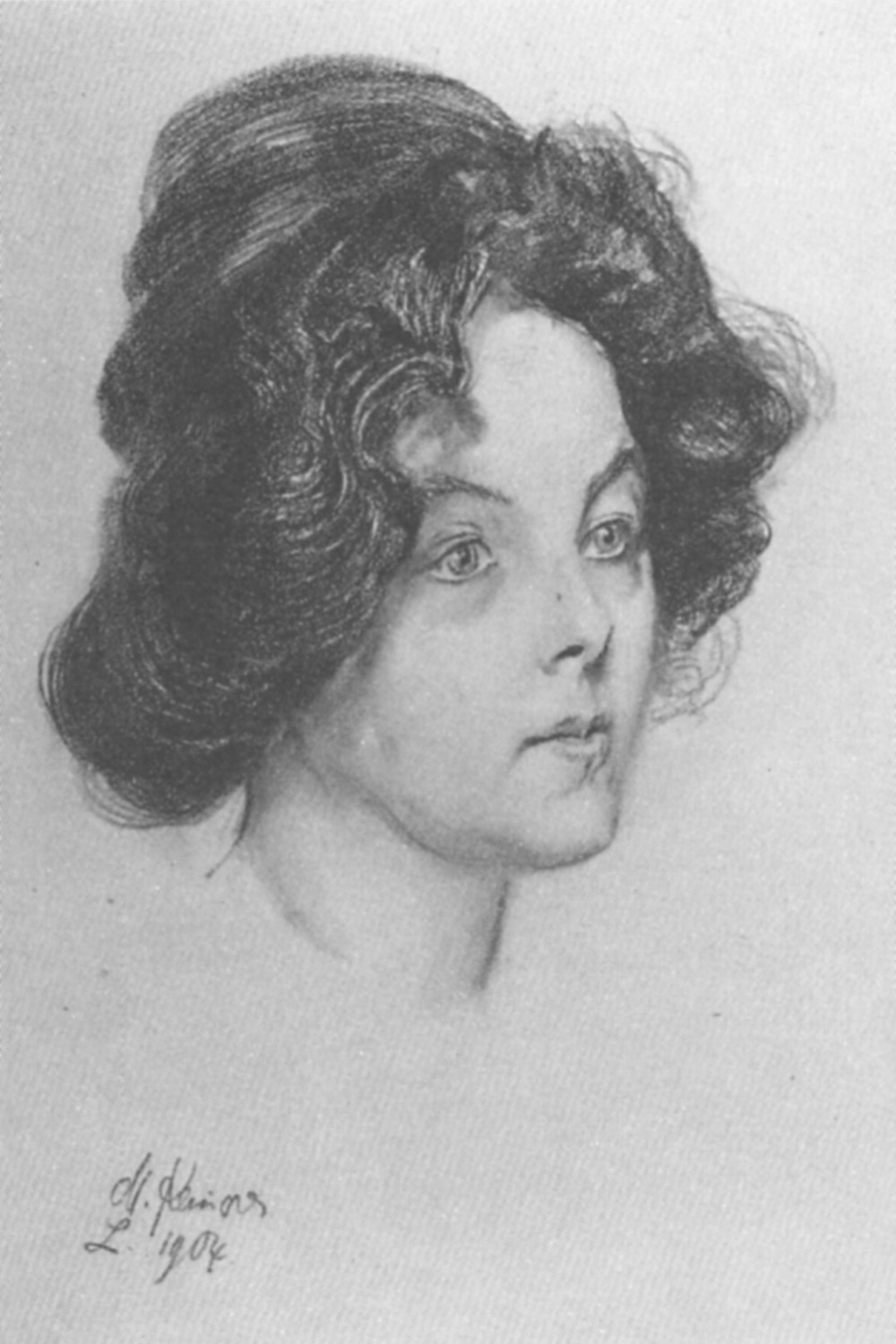
Elsa Asenijeff (1904), tekening door Max Klinger

Elsa Asenijeff, meisjesnaam: Elsa Maria Packeny (Wenen, 3 januari 1867 - Bräunsdorf (Duitsland), 5 april 1941), was een Oostenrijks schrijfster. Duitse literatuurhistorici rekenen haar werk grotendeels tot het zogenaamde Leipziger literaire expressionisme.
Zij is echter vooral bekend geworden als model voor en levensgezellin van de schilder Max Klinger.

## Levensloop
Elsa Maria Packeny kwam uit een gegoed Weens milieu. Haar vader Karl Packeny (1841–1889) was directeur van een spoorwegmaatschappij; over haar moeder Laurenzia Adametz (1841–1932), is weinig bekend. Na haar schoolopleiding en een studie aan een Weense kweekschool ging zij uit noodzaak, één jaar na de dood van haar vader, een huwelijk aan. In 1890 trouwde zij  met een diplomaat uit Bulgarije, Ivan Johannis Nestoroff, van wie zij twee zoontjes kreeg. Het huwelijk was ongelukkig; Elsa voelde zich aan haar man uitgeleverd, een thema, dat later in haar literaire werk regelmatig zou terugkeren. Haar eerste zoontje, Asen, stierf zeer jong. In 1896 eindigde het huwelijk door echtscheiding. In datzelfde jaar publiceerde Elsa onder het pseudoniem Elsa Asenijeff (naar haar overleden zoontje) een bundel korte verhalen, getiteld Ist das Liebe?. Na haar scheiding stond de Bulgaarse overheid aan Elsa toe, haar pseudoniem tot haar officiële naam te maken. 
In 1897 emigreerde Elsa naar het Duitse Keizerrijk en ging in Leipzig filosofie en economie studeren. Tijdens een literair banket leerde zij de schilder Max Klinger kennen, en er ontstond spoedig een intieme relatie tussen hen. Zij stond model voor Klinger, begeleidde hem op reizen , o.a. naar Parijs, en woonde van 1899 tot 1908 met hem in een appartement te Leipzig en vanaf 1903 steeds vaker ook in Klingers atelier-woonhuis met wijngaard te Kleinjena bij Naumburg. In september 1900 kregen zij een dochtertje, dat echter spoedig ter adoptie werd afgegeven. Elsa Asenijeff trad vaak als gastvrouw bij diners, feesten, recepties e.d. van Klinger op. Daarbij maakte zij op velen een intrigerende en fascinerende indruk. In deze periode heeft Klinger haar in talrijke schilderijen, beeldhouwwerken e.d. vereeuwigd.
In 1910 kreeg Klinger kennis aan een ander model, de toen 17-jarige Gertrud Bock (1893–1932) met wie hij in 1920, kort vóór zijn dood, ook trouwde. Dit leidde vanaf 1910 tot scheurtjes in de relatie, en in 1916 tot een definitieve breuk tussen Elsa Asenijeff en Max Klinger. Deze bleek niet bereid, zijn ex financieel te ondersteunen, wat Elsa veel verdriet deed en in telkens weer terugkerende, psychische crises dreef. Mede doordat zij in armoede verviel, waren Elsa's laatste levensjaren zeer ongelukkig. Zij belandde van de ene psychiatrische instelling in de andere, en stierf uiteindelijk in 1941 in een gesticht te Bräunsdorf, gemeente Oberschöna, officieel aan longontsteking. Waarschijnlijk is zij niet door de nazi's in het kader van de Aktion T4 ge-euthanaseerd (vermoord), wat gezien haar overlijdensdatum wel mogelijk was geweest.

## Werk
Veel van Asenijeffs werk behandelt het in de 21e eeuw veel meer actueel geworden thema seksueel en psychisch geweld door mannen tegen vrouwen, binnen een relatie. Sommige van haar geschriften zijn autobiografisch getint.

### Overzicht van Asenijeffs oeuvre
- Ist das Liebe? Kleine psychologische Erzählungen und Betrachtungen. 2e druk. Friedrich, Leipzig 1896, (herdruk: Turmhut-Verlag, Mellrichstadt 2005, ISBN 3-936084-43-2)
- Sehnsucht, Wilhelm Friedrich  Verlag, Leipzig, 1898. (gedigitaliseerd)
- Aufruhr der Weiber und das Dritte Geschlecht.  Wilhelm Friedrich Verlag, Leipzig, 1898. (Herdruk: Austrian literature online, deel 7. Austrian literature online, Graz (u. a.) ISBN 3-226-00394-1).
- Sehnsucht Wilhelm Friedrich Verlag, Leipzig 1898.
- Unschuld, Ein modernes Märchenbuch, Uitgeverij Hermann Seemann Nachfolger, Leipzig, 1901. (gedigitaliseerd)
- Tagebuchblätter einer Emancipierten. Seemann, Leipzig 1902. Herdruk met modern commentaar: Turmhut-Verlag, Mellrichstadt 2006, ISBN 3-936084-61-0).
- Max Klingers Beethoven – eine kunst-technische Studie. Hermann Seemann Nachfolger, Leipzig 1902.
- Die Schwestern, eine Novelle, Magazin-Verlag Jacques Hegner, Berlin & Leipzig, 1905. (gedigitaliseerd)
- Die neue Scheherazade. Ein Roman in Gefühlen. Müller, München 1913. (On-line bij Austrian Literature Online (ALO)).
- Hohelied an den Ungenannten, Georg Müller Verlag, München, 1914 (herdruk Nabu Press, 2012, ISBN 978-1-274-60794-2).
- Aufschrei. Freie Rhythmen. A. H. Payne, Leipzig 1922.
- Bilanz der Moderne – Gedichte aus der Anstalt (1938), (Uitg. Rita Jorek), Turmhut-Verlag, Mellrichstadt 2010, ISBN 978-3-936084-82-5.

### Biografie
- Bo Osdrowski/Tom Riebe (Uitg.): Elsa Asenijeff. Versensporn – Heft für lyrische Reize Nr. 19, Edition POESIE SCHMECKT GUT, Jena 2015, 120 exx.

## Afbeeldingen

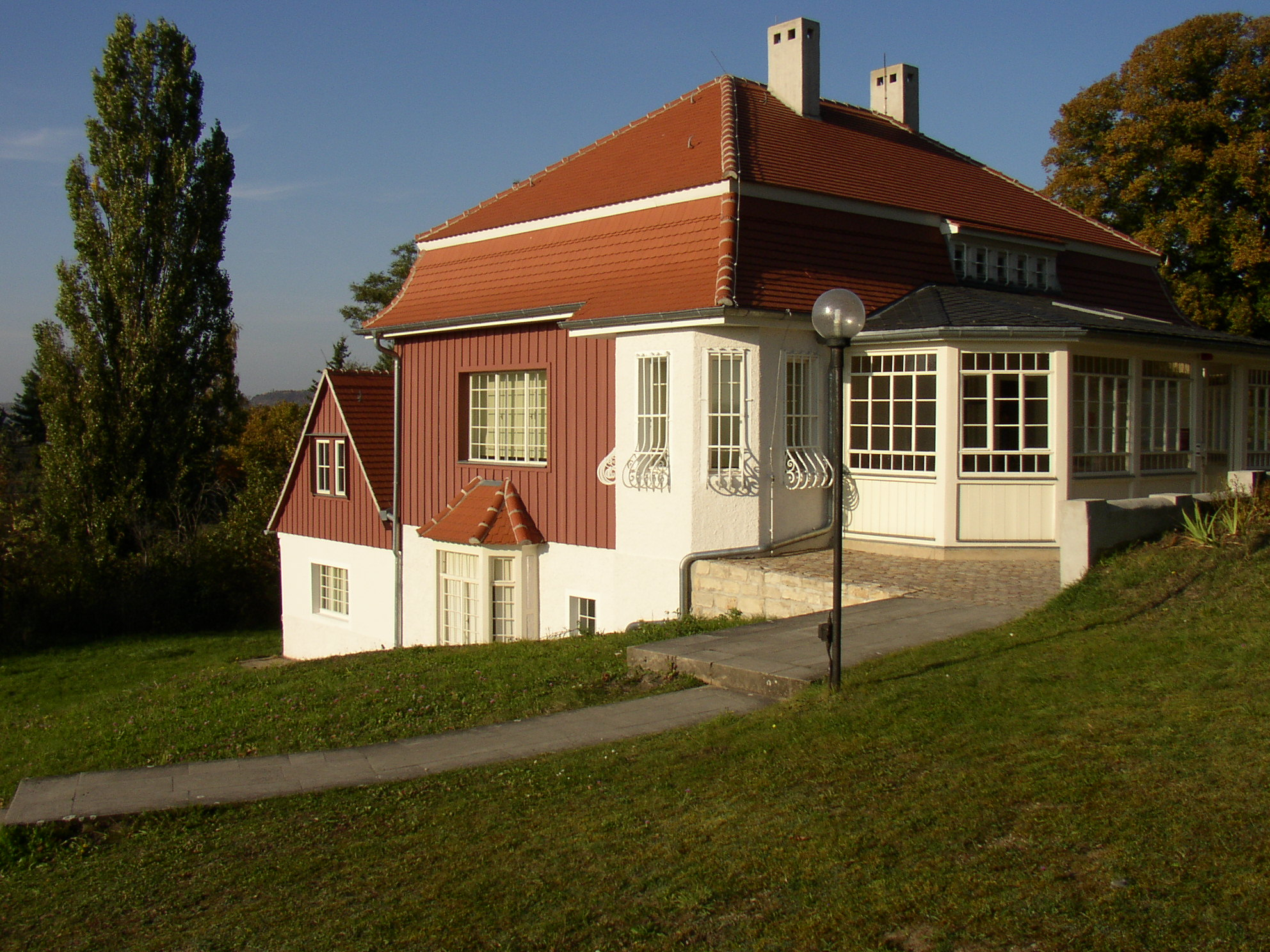
Huis van Max Klinger te Großjena, waar hij jarenlang samen met Elsa Asenijeff woonde
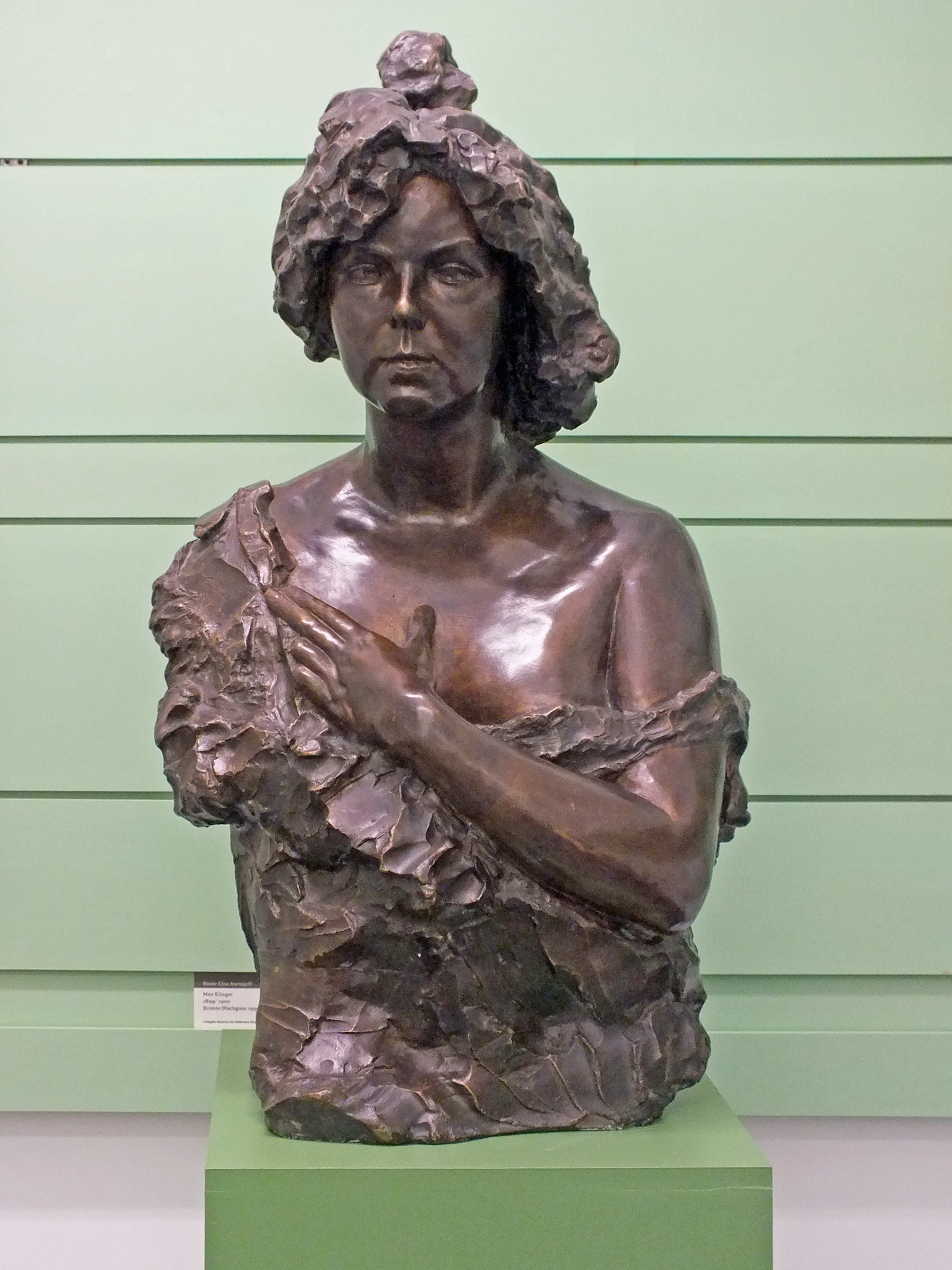
Elsa Asenijeff (ca. 1900), bronzen buste door Max Klinger
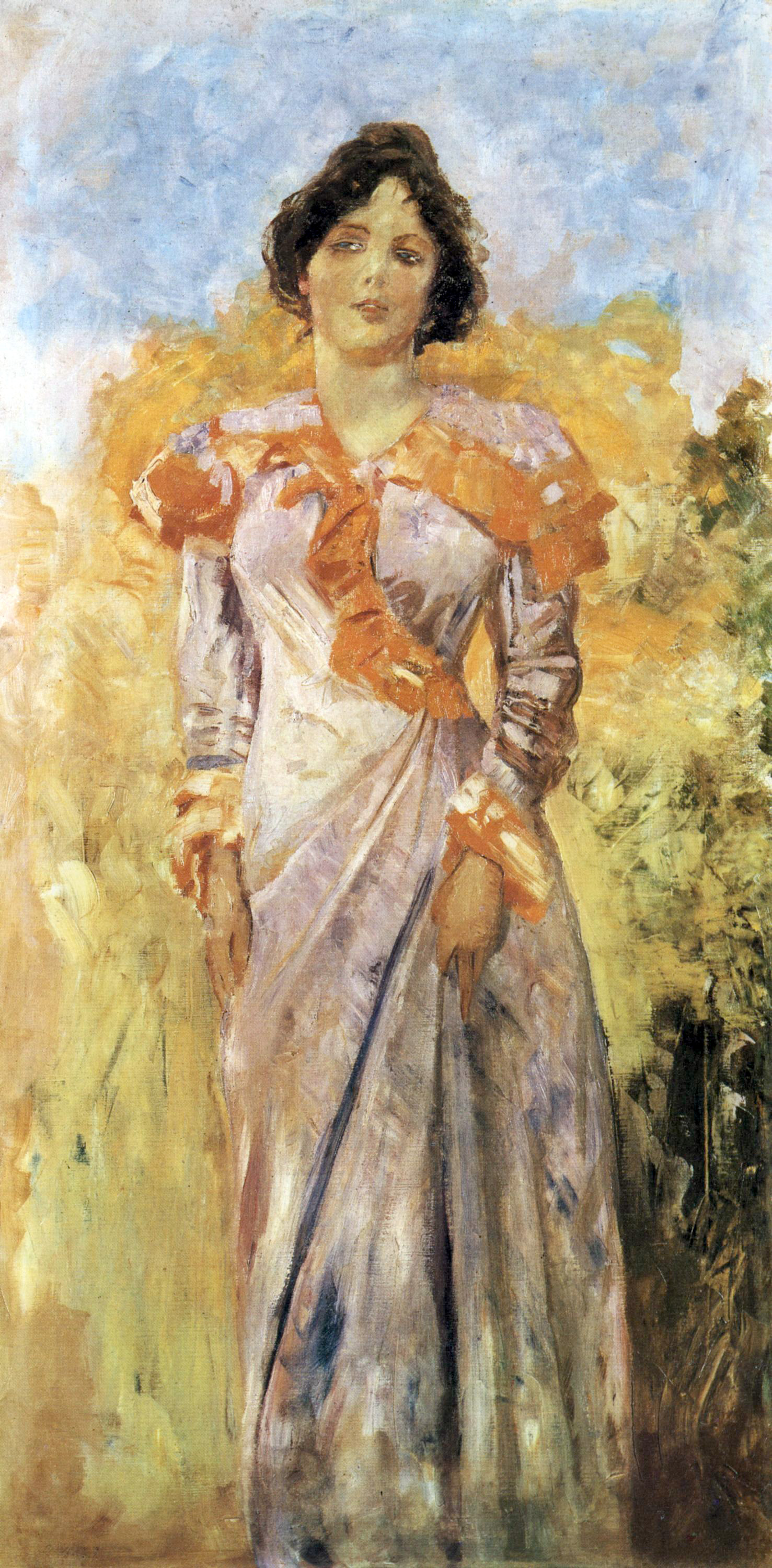
Eadem (1904), schilderij door Max Klinger
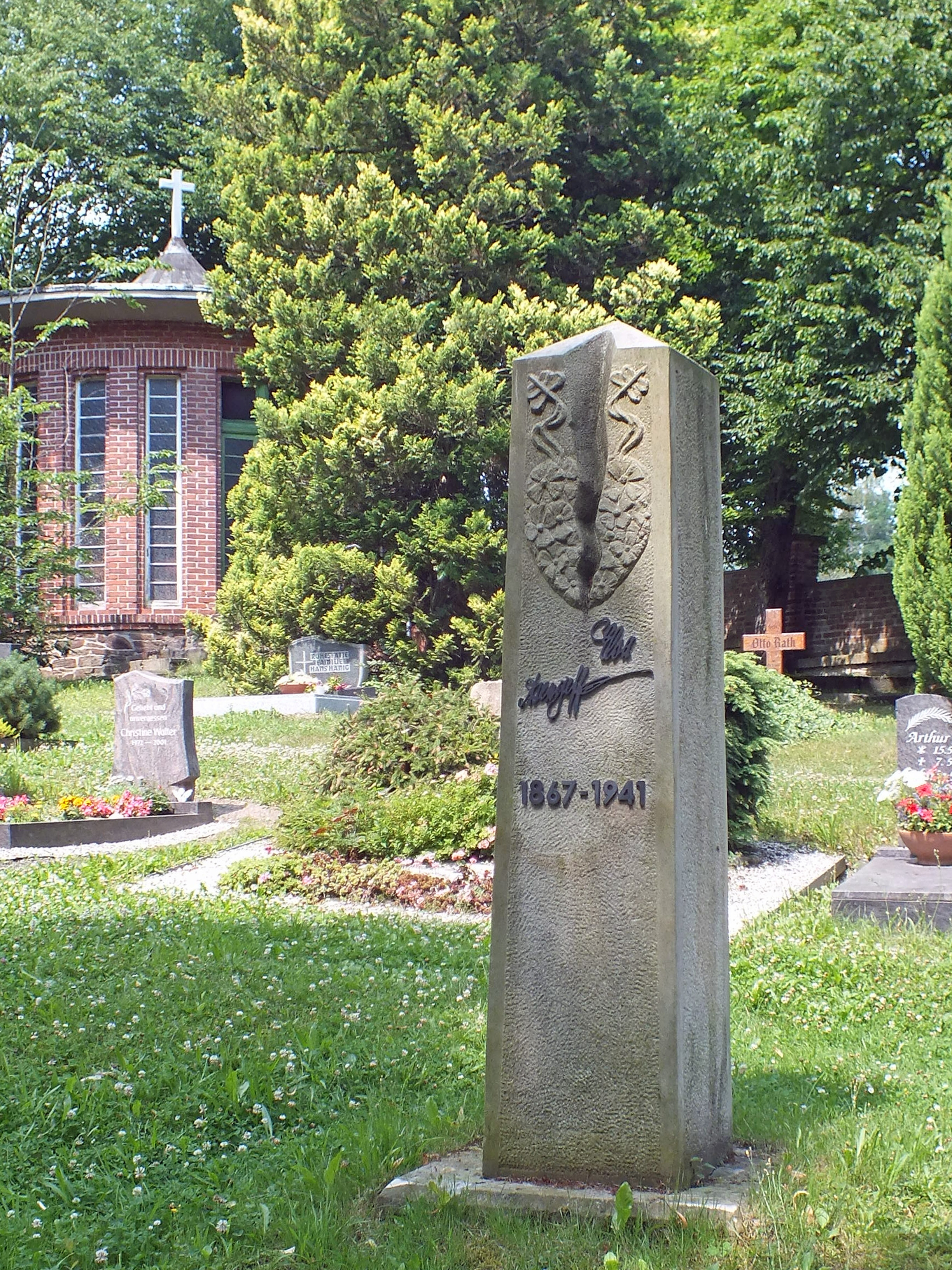
Gedenksteen (2011) voor Elsa Asenijeff te Bräunsdorf

- CiNii: DA04259139
- Gemeinsame Normdatei: 118973088
- International Standard Name Identifier: 0000 0000 6318 8494
- Library of Congress Control Number: n87896804
- Nationale Bibliotheek van Tsjechië: jo20221153733
- Nationale bibliotheek van Australië: 36184408
- Nationale Bibliotheek van Polen: a0000001756826
- Système universitaire de documentation: 178376388
- Trove: 1225568
- Union List of Artist Names: 500082957
- Virtual International Authority File: 47561633
- WorldCat: E39PBJhGYQ4WrR4wYT9pgRy8G3